# Römisch-katholische Kirche in Guinea-Bissau
Die römisch-katholische Kirche in Guinea-Bissau ist Teil der weltweiten römisch-katholischen Kirche.

## Organisation
Etwas über 10 % der Guinea-Bissauer sind Katholiken.
Vorsitzender der Bischofskonferenz des Senegals, von Guinea-Bissau, Kap Verde und Mauretanien ist Bischof Jean-Noël Diouf, Bischof von Tambacounda. Apostolischer Nuntius in Guinea-Bissau ist seit September 2022 Erzbischof Waldemar Stanisław Sommertag. 
Papst Johannes Paul II. besuchte 1990 Guinea-Bissau.
Die römisch-katholische Kirche in Guinea-Bissau ist in zwei Bistümer gegliedert, die direkt dem Heiligen Stuhl unterstellt sind:
- Bistum Bafatá
- Bistum Bissau